# Dzibułki (gmina)
Dzibułki – dawna gmina wiejska w powiecie żółkiewskim województwa lwowskiego II Rzeczypospolitej. Siedzibą gminy były Dzibułki.
Gminę utworzono 1 sierpnia 1934 r. w ramach reformy na podstawie ustawy scaleniowej z dotychczasowych gmin wiejskich: Artasów, Błyszczywody, Dzibułki, Krasiczyn, Nahorce, Przedrzymichy Małe, Przedrzymichy Wielkie, Theodorshof (od 4 maja 1939 Teodorówka), Wola Żółtaniecka, Zwertów i Żełdec.
Pod okupacją niemiecką w Polsce (GG) gminę zniesiono, włączając ją do nowo utworzonych gmin Żółkiew, Kulików i Żółtańce oraz do gminy Turynka.
Po II wojnie światowej obszar gminy znalazł się w ZSRR.